# 阿伊努茅希利

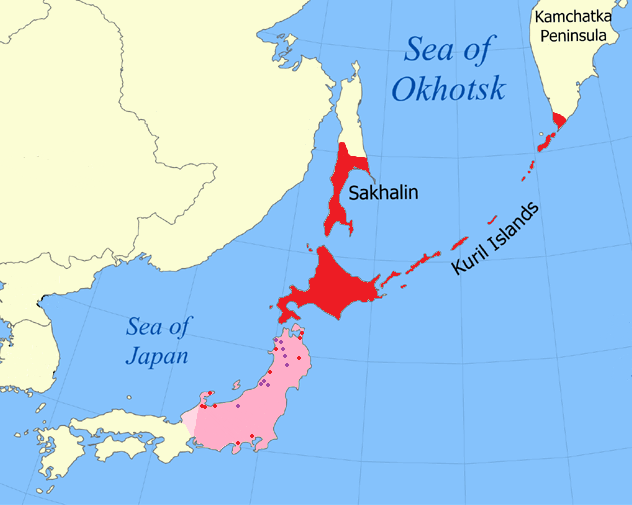
阿伊努人歷史分佈（紅）與可能分佈（粉紅）

阿伊努茅希利（Aynu-mosir）是在阿伊努語裡有著「人類的居住之地」的意思之詞彙。
本來這個詞並沒有指稱特定的地區，但現在有用來指北海道、庫頁島、千島群島等自古以來阿伊努人居住地的地區。
有相對應的詞彙「卡姆伊茅希利」（Kamuy-mosir/），意为“神的居住之地”。

## 傳說裡的阿伊努茅希利
在阿伊努人自古以來所傳承的神話（阿伊努阿克爾）中，有相傳著關於阿伊努茅希利的逐漸創造的情形：
「在什麼東西都還不存在於這個地上的時候，諸神聚集起來，為了創造人們的和諧大地「阿伊努茅希利」而討論著。被稱為茅希利·卡拉·卡姆伊（Mosir-kar-kamuy/，大地·創造·神）的男神、被稱為伊卡·卡拉·卡姆伊（Ika-kar-kamuy/，花·創造·神）的女神分別為了創造大地而降臨。
這兩位神是雷艾普·卡姆伊（Reyep-kamuy/，犬神）與歌坦·可樂·卡姆伊（Kotan-kor-kamuy/，梟神），祂們一同創造了阿伊努茅希利。在茅希利·卡拉·卡姆伊創造了山、原野和河川等物，伊卡·卡拉·卡姆伊創造了樹木與美麗的花草等物之後，祂們這次使用了黏土造出了熊和兔子等等的動物們。在最後，兩神創造了與彼此相似的男人及女人。
結束了阿伊努茅希利的創造後，其他諸神造訪了高山之上的廣大平原（sinot-mintar/），看見整個做成的的阿伊努茅希利而相當高興。
阿伊努（人類）最初住在洞窟中，不久之後與在sinot-mintar/顯現身形的諸神們交流，而諸神傳授了舞蹈、歌曲和語言。不久阿伊努模仿了神的生活而在地上建造了家，並能使用火與工具。」

## 相关地名
- 母子里（幌加内町）
- 茂尻（赤平市）